# Rafael Silva
Rafael Silva (n. 11 mai 1987, Aquidauana, Mato Grosso do Sul, Brazilia) este un judocan ce a reprezentat Brazilia, medaliat olimpic. A participat la 3 ediții ale Jocurilor Olimpice (2012, 2016, 2020) în care a câștigat o medalie de bronz.